# Підкільце нерухомих точок
В абстрактній алгебрі, підкільце нерухомих точок {\displaystyle R^{f}} автоморфізму {\displaystyle f} кільця {\displaystyle R} — це підкільце з нерухомих точок:
{\displaystyle R^{f}=\{r\in R\mid f(r)=r\}.}
Більш загально, якщо G — дія групи на R, тоді підкільце :
{\displaystyle R^{G}=\{r\in R\mid g\cdot r=r,\,g\in G\}}
називається нерухомим підкільцем або  кільцем інваріантів. В теорії Галуа, де R є полем і G є групою автоморфізмів поля, нерухоме кільце є підполем яке називається нерухоме поле групи автоморфізмів. Див. Основна теорема теорії Галуа.
Разом з модулем коваріантів, кільце інваріантів є центральним об'єктом в теорії інваріантів.
Приклад
Якщо {\displaystyle R=k[x_{1},\dots ,x_{n}]} — кільце многочленів n змінних і симетрична група {\displaystyle S_{n}} діє на {\displaystyle R} перестановкою змінних,
тоді кільце інваріантів {\displaystyle R^{G}} є кільцем симетричних многочленів.
Якщо редуктивна алгебрична група G діє на R, тоді основні теореми теорії інваріантів описують генератори {\displaystyle R^{G}}.
Чотирнадцята проблема Гільберта про доведення скінченнопородженості кільця інваріантів алгебраїчної групиа 